# 森藩
森藩（日语：／ Mori han */?）是日本江戶時代的一個藩。位於九州豐後國，藩廳在森陣屋（今大分縣玖珠郡），藩主是久留島氏，家格屬於外樣大名。
藩組來島長親，是瀨戶內海村上水軍頭領之一來島通總的次男，正室是福島正則的姪女，在父親死後繼承伊予國來島一萬四千石的領地，但是來島長親因為在1600年（慶長5年）的關原之戰中因加入西軍，戰後領地被沒收，最終是仰仗福島正則向本多正信說情，才於1601年（慶長六年）重新在豐後國獲得一塊領地成立森藩，石高同樣為一萬四千石，可是被掉離沿海，不再能像往昔訓練水軍作戰。
2代藩主通春於1616年（元和2年），將姓氏改作久留島，3代藩主通清時又將領地分出一千石給二弟通貞、五百石給四弟通迴。石高降為一萬兩千五百石。不過石高雖降，但是在鶴見山開發的明礬礦後來産出量達全国30％，成為森藩的重要財源。久留島氏整整支配了森藩12代，直到明治時代後，末代藩主久留島通靖於版籍奉還後仍擔任藩知事，但在廢藩置縣後被去職，但仍被列為子爵，其後裔包含知名童話作家久留島武彥，玖珠町為紀念他的功績，在1950年（昭和25年）舉辦「日本童話祭」。

## 歷任藩主
1. 來島長親
2. 久留島通春
3. 久留島通清
4. 久留島通政
5. 久留島光通
6. 久留島通祐
7. 久留島通同
8. 久留島通嘉
9. 久留島通容
10. 久留島通明
11. 久留島通胤
12. 久留島通靖